# Уроки водіння
Уроки водіння — драма 2006 року.

## Сюжет
Літні канікули Бена зайняті вивченням Біблії, роботою по будинку і уроками водіння, які він одержує від своєї владної і украй релігійної матері. Це явно не може бути мрією в сімнадцять років, але у нього просто немає вибору.